# Bantul
Bantul är en ort i Indonesien.   Den ligger i provinsen Yogyakarta, i den västra delen av landet, 400 km öster om huvudstaden Jakarta. Bantul ligger 49 meter över havet och antalet invånare är 58 653.
Terrängen runt Bantul är platt, och sluttar söderut.Runt Bantul är det mycket tätbefolkat, med 1 956 invånare per kvadratkilometer. Närmaste större samhälle är Yogyakarta, 12,2 km norr om Bantul. Omgivningarna runt Bantul är en mosaik av jordbruksmark och naturlig växtlighet.